# 卡里诺拉
卡里诺拉（義大利語：Carinola），是意大利卡塞塔省的一个市镇。总面积63平方公里，人口8317人，人口密度132.0人/平方公里（2009年）。ISTAT代码为061017。